# Alfons Hellström
Alfons Hellström, född 14 juni 1877 i Helsingfors, död 5 februari 1965 i Kotka, var en finländsk fabrikschef och uppfinnare. 
Hellström blev diplomingenjör 1908 och var chef för den av honom uppbyggda biproduktsavdelningen vid Enso-Gutzeit i Kotka 1911–1945. Han gjorde en banbrytande insats för utvecklandet av biprodukter vid cellulosatillverkningen. Han innehade sammanlagt 13 finländska patent och lyckades bland annat som den förste i världen genomföra vakuumdestillation av tallolja. Hellström var troligen även den förste som (under första världskriget) lyckades framställa toluen genom krackning av naftener, en uppfinning som först utnyttjades av firman Bröderna Nobel i Baku. Han blev filosofie hedersdoktor 1957.